# Wymond Carew
Wymond Carew (1493-1549) est un membre de la cour royale anglaise et un homme politique du XVIe siècle.
Carew est le fils de John Carew. Il est le trésorier des affaires familiales de la sixième épouse d'Henri VIII, Catherine Parr. En décembre 1546, Carew est, avec Sir John Gates et Sir Richard Southwell, l'un des trois commissaires envoyés pour saisir et inventorier Kenninghall Palace, la résidence de Thomas Howard, troisième duc de Norfolk.
Il est nommé Chevalier de l'Ordre du Bain en février 1547 et élu député de Peterborough la même année.
Il est le mari de Martha, fille de Sir Edmund Denny de Cheshunt, Hertfordshire. Ils ont au moins cinq fils dont Roger et Thomas, et une fille. Il est le beau-frère d'Anthony Denny.